# Novomîkolaiivka (Oleksiivka), Sumî
Novomîkolaiivka (în ucraineană Новомиколаївка) este un sat în comuna Oleksiivka din raionul Sumî, regiunea Sumî, Ucraina.

## Demografie
Componența lingvistică a localității Novomîkolaiivka
     Ucraineană (90,23%)
     Rusă (9,77%)
Conform recensământului din 2001, majoritatea populației localității Novomîkolaiivka era vorbitoare de ucraineană (90,23%), existând în minoritate și vorbitori de rusă (9,77%).